# عمار البراهيم
عمار باقر البراهيم (مواليد 1 يوليو 1997) هو لاعب كرة قدم سعودي.

## مسيرة اللاعب
لعب سابقاً في الفئات السنية في نادي الفتح و لعب بعدها مع نادي العيون ونادي الأنوار والعين ونادي العمران.